# Yala Peak
Der Yala Peak befindet sich im Langtang Himal im Zentral-Himalaya nördlich des Flusstals des Langtang Khola im nepalesischen Distrikt Rasuwa.
Der 5732 m hohe Berg liegt im Langtang-Nationalpark. 1,27 km südsüdöstlich vom Hauptgipfel befindet sich der Südgipfel (⊙ Höhe: 5480 m, nach anderen Quellen: 5520 m). Der Langtang Lirung befindet sich 11,2 km westlich des Yala Peak. Der Gipfel bietet einen Blick auf den in Tibet befindlichen 20 km nordöstlich gelegenen Achttausender Shishapangma. Südlich, auf der gegenüber liegenden Talseite, befindet sich der Naya Kanga.
Der Yala Peak gilt als ein weniger schwieriger Gipfel und ist ein beliebtes Ziel von Trekking-Touren. Die Nepal Mountaineering Association klassifiziert den Yala Peak in der Kategorie „A“, in welcher die anspruchsvolleren Gipfel stehen.
Der Yala Peak war knapp vor dem letzteiszeitlichen Maximum Schauplatz eines der größten Bergstürze der Erde, dessen Bergsturzmasse im Bereich seiner südwestlich liegenden Vorgipfel Tsergo Ri (4985 m) und Kyanjin Ri (4604 m) liegt.

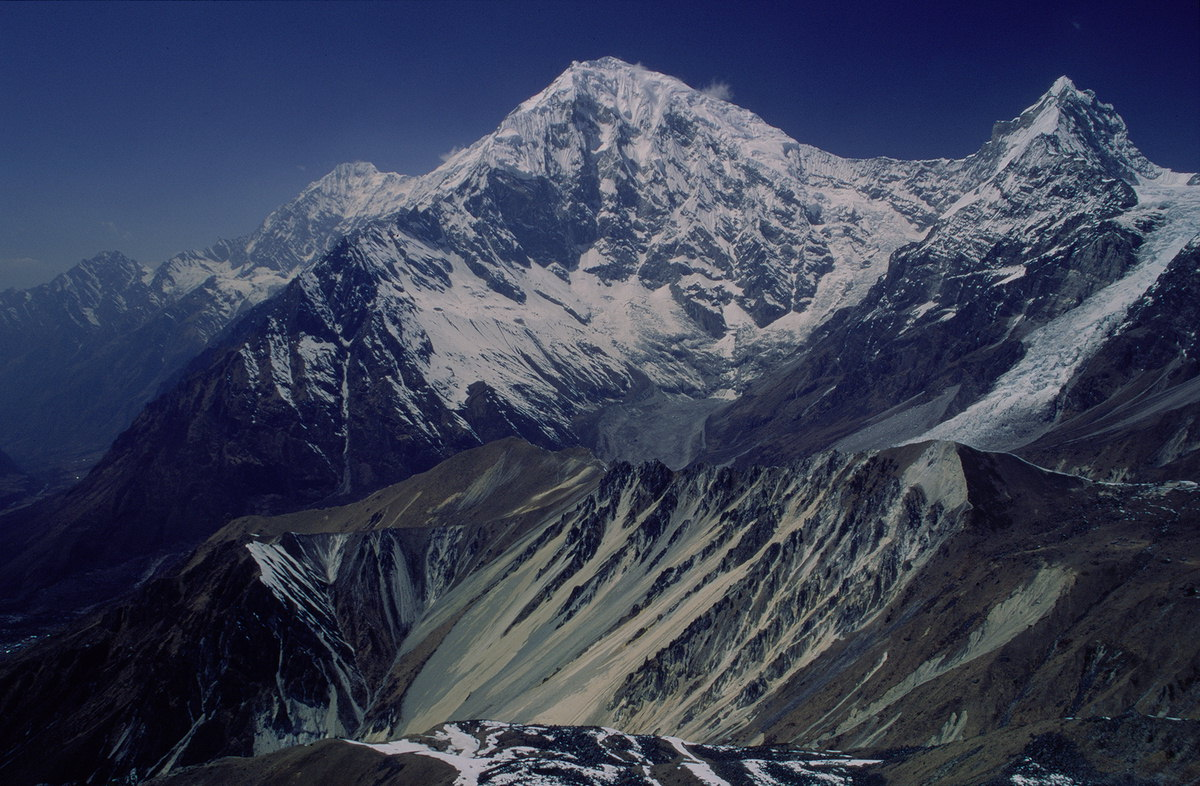
Langtang Lirung vom Tsergo Ri aus; der Aussichtspunkt und die Abhänge im Vordergrund (Kyanjin Ri) repräsentieren die Bergsturzmasse
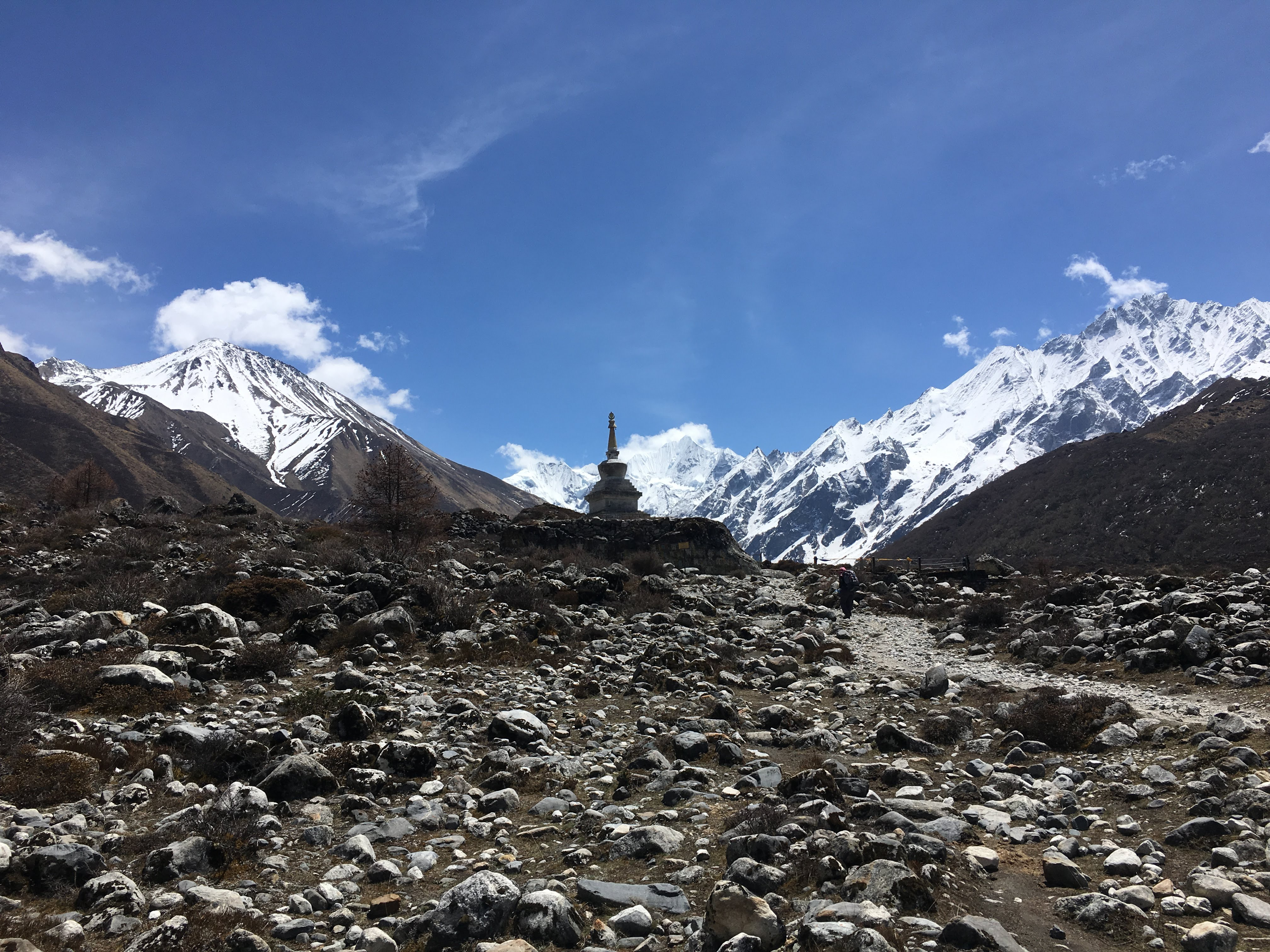
Tsergo Ri (links) vom Langtang-Tal aus, er besteht gänzlich aus Bergsturzmasse
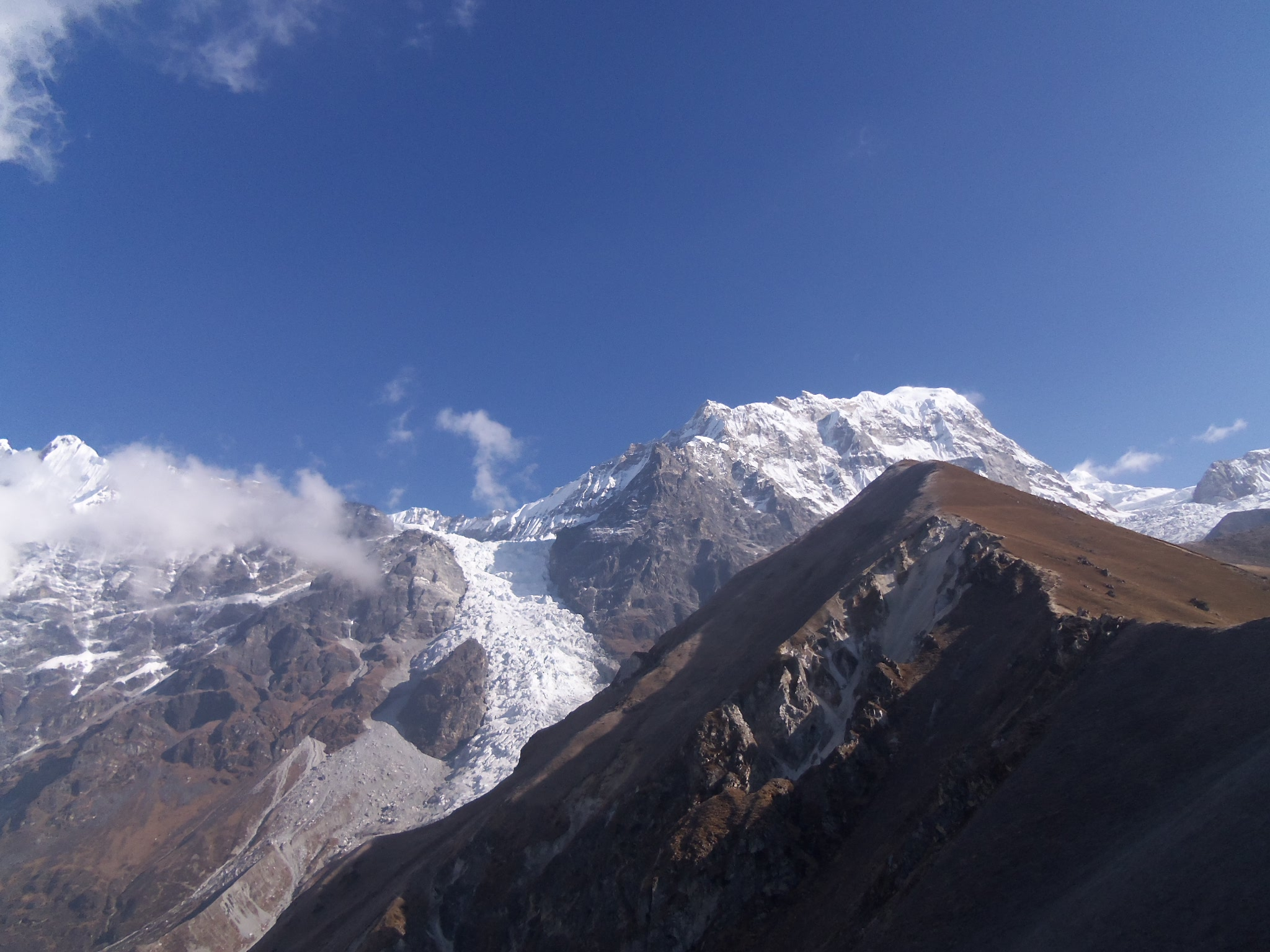
Yansa Tsenji (Ḍāgpāche, Dragpoche, 6567 m), die nordwestliche Abrisskante des Bergsturzes, im Vordergrund der aus Bergsturzmasse bestehende Kyanjin Ri